# Jaylon Jones
Jaylon Jones (Cibolo, Texas; 3 de abril de 2002) es un jugador profesional estadounidense de fútbol americano, se desempeña en la posición de cornerback en Indianapolis Colts, en la National Football League (NFL).

## Carrera
Fue seleccionado en la Reunión Anual de Selección de Jugadores de la NFL de 2023. Hizo su debut profesional con el equipo Indianapolis Colts, lleva jugando una temporada.